# 125 Years Icons Team
Het 125 Years Icons Team is het beste team ooit van de Rode Duivels, dat werd verkozen door de supporters ter gelegenheid van het 125-jarig bestaan van de Koninklijke Belgische Voetbalbond in 2020. De Koninklijke Belgische Voetbalbond (KBVB) nomineerde alle ex-Rode Duivels die deel uitmaken van de in 2020 opgerichte Legends Club, aangevuld met de anno 2020 nog actieve Rode Duivels die voldoen aan de parameters van de Legends Club.
De stemming liep via de website van de KBVB, van 17 november tot 31 december 2020.
Het team werd bekendgemaakt op 8 januari 2021. Daarnaast maakte de KBVB ook het 125 Years Ultimate Icon bekend. 
| Speler             | Positie                  | EK-WK                                       | Tweede             | Derde               |
| ------------------ | ------------------------ | ------------------------------------------- | ------------------ | ------------------- |
| Michel Preud'homme | Doelman                  | EK 1980, WK 1990, WK 1994                   | Thibaut Courtois   | Jean-Marie Pfaff    |
| Jan Vertonghen     | Linksachter              | WK 2014, EK 2016, WK 2018                   | Michel Renquin     | Lei Clijsters       |
| Philippe Albert    | Centrale verdediger      | WK 1994, WK 1998                            | Daniël Van Buyten  | Georges Grün        |
| Vincent Kompany    | Centrale verdediger      | WK 2014, WK 2018                            | Walter Meeuws      | Thomas Vermaelen    |
| Eric Gerets        | Rechtsachter             | EK 1980, WK 1982, EK 1984, WK 1986, WK 1990 | Toby Alderweireld  | Thomas Meunier      |
| Axel Witsel        | Defensieve middenvelder  | WK 2014, EK 2016, WK 2018                   | Wilfried Van Moer  | Franky Van Der Elst |
| Enzo Scifo         | Aanvallende middenvelder | EK 1984, WK 1986, WK 1990, WK 1994, WK 1998 | Ludo Coeck         | René Vandereycken   |
| Kevin De Bruyne    | Centrale middenvelder    | WK 2014, EK 2016, WK 2018                   | Marouane Fellaini  | Jef Jurion          |
| Eden Hazard        | Linksvoor                | WK 2014, EK 2016, WK 2018                   | Franky Vercauteren | Rik Coppens         |
| Romelu Lukaku      | Spits                    | WK 2014, EK 2016, WK 2018                   | Paul Van Himst     | Erwin Vandenbergh   |
| Jan Ceulemans      | Rechtsvoor               | EK 1980, WK 1982, EK 1984, WK 1986, WK 1990 | Dries Mertens      | Luc Nilis           |

Guy Thys, werd geselecteerd als beste bondscoach ooit, voor Roberto Martinez en Raymond Goethals.